# エイラ・ヒルツネン
エイラ・ヒルツネン(エイラ・ヒルトゥネン、Eila Hiltunen 、1922年11月22日 – 2003年10月10日)は、フィンランドの女性彫刻家。カレリア共和国のソルタヴァラで生まれた。ヘルシンキにあるシベリウスのモニュメント(Sibelius monument)で知られている。ニューヨークの国際連合本部ビルの近くに建っているフィンランド出身の作曲家ジャン・シベリウスの像は彼女が制作したものである。